# US Open 2009 (Badminton)
Die US Open 2009 im Badminton fanden vom 6. bis 11. Juli 2009 in Orange statt.

## Austragungsort
- Orange County Badminton Club, Orange, Kalifornien

## Sieger und Platzierte
| Disziplin    | Gold                       | Silber                   | Bronze                             |
| ------------ | -------------------------- | ------------------------ | ---------------------------------- |
| Herreneinzel | Taufik Hidayat             | Hsueh Hsuan-yi           | Stephan Wojcikiewicz               |
| Herreneinzel | Taufik Hidayat             | Hsueh Hsuan-yi           | Carl Baxter                        |
| Dameneinzel  | Anna Rice                  | Mona Santoso             | Michelle Li                        |
| Dameneinzel  | Anna Rice                  | Mona Santoso             | Nicole Grether                     |
| Herrendoppel | Howard Bach Tony Gunawan   | Jürgen Koch Peter Zauner | William Milroy Toby Ng             |
| Herrendoppel | Howard Bach Tony Gunawan   | Jürgen Koch Peter Zauner | Martin Bille Larsen Jacob Chemnitz |
| Damendoppel  | Huang Ruilin Jiang Xuelian | Chen Ying Grace Peng Yun | Nicole Grether Charmaine Reid      |
| Damendoppel  | Huang Ruilin Jiang Xuelian | Chen Ying Grace Peng Yun | Priscilla Lun Mesinee Mangkalakiri |
| Mixed        | Howard Bach Eva Lee        | Alvin Lau Jiang Xuelian  | William Milroy Fiona McKee         |
| Mixed        | Howard Bach Eva Lee        | Alvin Lau Jiang Xuelian  | Toby Ng Grace Gao                  |

## Finalergebnisse
| Disziplin    | Sieger                     | Finalist                 | Disziplin           |
| ------------ | -------------------------- | ------------------------ | ------------------- |
| Herreneinzel | Taufik Hidayat             | Hsueh Hsuan-yi           | 21–15, 21–16        |
| Dameneinzel  | Anna Rice                  | Mona Santoso             | 21–17, 21–9         |
| Herrendoppel | Howard Bach Tony Gunawan   | Jürgen Koch Peter Zauner | 21–12, 21–9         |
| Damendoppel  | Huang Ruilin Jiang Xuelian | Chen Ying Grace Peng Yun | 14–21, 21–15, 21–11 |
| Mixed        | Howard Bach Eva Lee        | Alvin Lau Jiang Xuelian  | 21–13, 21–12        |